# Freiburg Sacristans
I Freiburg Sacristans sono una squadra di football americano, di Friburgo in Brisgovia, in Germania.

## Storia
La squadra è stata fondata nel 1991; nel campionato tedesco non è mai salita sopra il terzo livello, mentre in quello svizzero ha partecipato, nel 2001, alla massima competizione.

## Dettaglio stagioni

### Tornei nazionali

#### Campionato

##### Campionato tedesco

###### Regionalliga
| Stagione | regular season | regular season | regular season | regular season | regular season | regular season | playoff | playoff | playoff | playoff | playoff | playoff   | playoff    |
|          | Vin            | Par            | Per            | Tot            | PF             | PS             | Vin     | Per     | Tot     | PF      | PS      | risultato | avversaria |
| -------- | -------------- | -------------- | -------------- | -------------- | -------------- | -------------- | ------- | ------- | ------- | ------- | ------- | --------- | ---------- |
| 2008     | 7              | 0              | 5              | 12             | 255            | 216            | -       | -       | -       | -       | -       | -         | -          |
| 2009     | 7              | 0              | 3              | 10             | 233            | 135            | -       | -       | -       | -       | -       | -         | -          |
| 2010     | 5              | 0              | 5              | 10             | 258            | 203            | -       | -       | -       | -       | -       | -         | -          |
| 2011     | 5              | 0              | 5              | 10             | 193            | 189            | -       | -       | -       | -       | -       | -         | -          |
| 2012     | 4              | 0              | 6              | 10             | 246            | 272            | -       | -       | -       | -       | -       | -         | -          |
| 2013     | 4              | 0              | 6              | 10             | 207            | 213            | -       | -       | -       | -       | -       | -         | -          |
| 2014     | 6              | 0              | 4              | 10             | 232            | 178            | -       | -       | -       | -       | -       | -         | -          |
| 2015     | 3              | 0              | 7              | 10             | 167            | 339            | -       | -       | -       | -       | -       | -         | -          |
| 2017     | 1              | 1              | 8              | 10             | 98             | 319            | -       | -       | -       | -       | -       | -         | -          |
| 2018     | 3              | 1              | 8              | 12             | 236            | 317            | -       | -       | -       | -       | -       | -         | -          |
| Totale   | 45             | 2              | 57             | 104            | 2125           | 2381           | -       | -       | -       | -       | -       |           |            |

Fonti: Enciclopedia del Football - A cura di Roberto Mezzetti

###### Verbandsliga (quarto livello)/Oberliga
| Stagione | regular season | regular season | regular season | regular season | regular season | regular season | playoff | playoff | playoff | playoff | playoff | playoff   | playoff    |
|          | Vin            | Par            | Per            | Tot            | PF             | PS             | Vin     | Per     | Tot     | PF      | PS      | risultato | avversaria |
| -------- | -------------- | -------------- | -------------- | -------------- | -------------- | -------------- | ------- | ------- | ------- | ------- | ------- | --------- | ---------- |
| 1992     | 2              | 1              | 3              | 6              | 42             | 82             | -       | -       | -       | -       | -       | -         | -          |
| 1993     | 1              | 0              | 7              | 8              | 109            | 285            | -       | -       | -       | -       | -       | -         | -          |
| 1994     | 0              | 0              | 6              | 6              | 12             | 178            | -       | -       | -       | -       | -       | -         | -          |
| 1999     | 5              | 0              | 9              | 14             | 148            | 242            | -       | -       | -       | -       | -       | -         | -          |
| 2004     | 5              | 1              | 4              | 10             | 201            | 144            | -       | -       | -       | -       | -       | -         | -          |
| 2005     | 6              | 0              | 2              | 8              | 207            | 118            | -       | -       | -       | -       | -       | -         | -          |
| 2006     | 4              | 0              | 6              | 10             | 151            | 147            | -       | -       | -       | -       | -       | -         | -          |
| 2007     | 9              | 0              | 1              | 10             | 222            | 117            | -       | -       | -       | -       | -       | -         | -          |
| 2016     | 6              | 0              | 5              | 11             | 214            | 217            | -       | -       | -       | -       | -       | -         | -          |
| 2019     | 10             | 0              | 2              | 12             | 306            | 100            | -       | -       | -       | -       | -       | -         | -          |
| Totale   | 48             | 2              | 45             | 95             | 1612           | 1630           | -       | -       | -       | -       | -       |           |            |

Fonti: Enciclopedia del Football - A cura di Roberto Mezzetti

###### Verbandsliga (quinto livello)
| Stagione | regular season | regular season | regular season | regular season | regular season | regular season | playoff | playoff | playoff | playoff | playoff | playoff   | playoff                     |
|          | Vin            | Par            | Per            | Tot            | PF             | PS             | Vin     | Per     | Tot     | PF      | PS      | risultato | avversaria                  |
| -------- | -------------- | -------------- | -------------- | -------------- | -------------- | -------------- | ------- | ------- | ------- | ------- | ------- | --------- | --------------------------- |
| 1998     | 7              | 0              | 2              | 9              | 215            | 60             | -       | -       | -       | -       | -       | -         | -                           |
| 2000     | 9              | 0              | 3              | 12             | 398            | 100            | -       | -       | -       | -       | -       | -         | -                           |
| 2002     | 8              | 0              | 2              | 10             | 355            | 54             | 0       | 1       | 1       | 0       | 36      | Finale    | Schwäbisch Hall Unicorns II |
| 2003     | 7              | 2              | 0              | 9              | 234            | 69             | 1       | 0       | 1       | 41      | 0       | Campioni  | Lauda Hornets               |
| Totale   | 31             | 2              | 7              | 40             | 1202           | 283            | 1       | 1       | 2       | 41      | 36      |           |                             |

Fonti: Enciclopedia del Football - A cura di Roberto Mezzetti

###### Landesliga
| Stagione | regular season | regular season | regular season | regular season | regular season | regular season | playoff | playoff | playoff | playoff | playoff | playoff   | playoff               |
|          | Vin            | Par            | Per            | Tot            | PF             | PS             | Vin     | Per     | Tot     | PF      | PS      | risultato | avversaria            |
| -------- | -------------- | -------------- | -------------- | -------------- | -------------- | -------------- | ------- | ------- | ------- | ------- | ------- | --------- | --------------------- |
| 1995     | 3              | 0              | 7              | 10             | 104            | 200            | -       | -       | -       | -       | -       | -         | -                     |
| 1996     | 3              | 0              | 5              | 8              | 128            | 124            | -       | -       | -       | -       | -       | -         | -                     |
| 1997     | 5              | 0              | 1              | 6              | 200            | 61             | 1       | 1       | 2       | 49      | 39      | Finale    | Heilbronn Salt Miners |
| Totale   | 11             | 0              | 13             | 24             | 432            | 385            | 1       | 1       | 2       | 49      | 39      |           |                       |

Fonti: Enciclopedia del Football - A cura di Roberto Mezzetti

##### Campionato svizzero
| Stagione | regular season | regular season | regular season | regular season | regular season | regular season | playoff | playoff | playoff | playoff | playoff | playoff   | playoff    |
|          | Vin            | Par            | Per            | Tot            | PF             | PS             | Vin     | Per     | Tot     | PF      | PS      | risultato | avversaria |
| -------- | -------------- | -------------- | -------------- | -------------- | -------------- | -------------- | ------- | ------- | ------- | ------- | ------- | --------- | ---------- |
| 2001     | 2              | 0              | 7              | 9              | 111            | 265            | -       | -       | -       | -       | -       | -         | -          |
| Totale   | 2              | 0              | 7              | 9              | 111            | 265            | -       | -       | -       | -       | -       |           |            |

Fonti: Enciclopedia del Football - A cura di Roberto Mezzetti; Sito storico SAFV

#### Campionati giovanili

##### Under-19/Juniorenliga
| Stagione | regular season | regular season | regular season | regular season | regular season | regular season | playoff | playoff | playoff | playoff | playoff | playoff   | playoff    |
|          | Vin            | Par            | Per            | Tot            | PF             | PS             | Vin     | Per     | Tot     | PF      | PS      | risultato | avversaria |
| -------- | -------------- | -------------- | -------------- | -------------- | -------------- | -------------- | ------- | ------- | ------- | ------- | ------- | --------- | ---------- |
| 2001     | 2              | 2              | 5              | 9              | 30             | 233            | -       | -       | -       | -       | -       | -         | -          |
| Totale   | 2              | 2              | 5              | 9              | 30             | 233            | -       | -       | -       | -       | -       |           |            |

Fonte: Sito storico SAFV